# Movie 43
Movie 43 is een Amerikaanse komediefilm uit 2013. De film is een raamvertelling, bestaande uit twaalf min of meer losse segmenten, geregisseerd door in totaal twaalf regisseurs, onder wie Peter Farrelly (twee segmenten), Elizabeth Banks en Bob Odenkirk. De cast van de film telt talloze sterren, onder meer Hugh Jackman, Halle Berry, Greg Kinnear en Kate Bosworth.
Er zijn verschillen tussen de VS-versie en de versie die onder andere in Nederland wordt vertoond, en hieronder wordt beschreven.

## Verhaal
The Thread (raamwerk): Baxter (Devin Eash) probeert voor JJ (Adam Cagley) en Calvin (Mark L. Young) op internet de geheimzinnige verboden film "Movie 43" te vinden (eerst is het een grap van JJ en Calvin, ze hebben de titel verzonnen, maar toevallig is er echt zo'n film met die naam). De drie jongens komen op hun speurtocht diverse bijzondere filmpjes tegen (zie onder). Uiteindelijk vinden ze de verboden film, die leidt tot verwoestingen. Calvin, nu in een rolstoel, vindt onder het puin de laptop terug. Hij selecteert de optie om alles weer terug te brengen in de oorspronkelijke staat, maar nadat hij meermalen heeft bevestigd dat hij er zeker van is dat hij dat wil blijkt dat niet te werken, het is een in het programma ingebouwde grap.
The Catch: Beth heeft een blind date in een restaurant met Davis. Tot haar schrik heeft hij een opvallende lichamelijke afwijking: zijn balzak hangt aan zijn hals. Ze houdt zich groot, maar vindt het erg verwarrend dat zowel hijzelf als de andere aanwezigen dit heel normaal lijken te vinden. Ze probeert de kwestie voorzichtig ter sprake te brengen, maar hij denkt dat ze doelt op een litteken lager in zijn hals, hoewel dat veel minder opvallend is.
Homeschooled: Kevin (Jeremy Allen White) gaat niet naar school maar krijgt thuis les van zijn ouders. Die onderwerpen hem ook aan alle pesterijen die een scholier moet doorstaan. Hij lijkt toch normaal gebleven, maar dan blijkt dat wat hij een date noemt met een pop is.
iBabe: In een vergadering in een bedrijf wordt het nieuwste product besproken: de iBabe, een MP3-speler in de vorm van een levensgrote naakte jonge vrouw. Er zit een ventilator in de opening op de plaats van de vagina, en de vraag is of dit geen gevaar oplevert voor jongens die mogelijk hun penis in het gat zouden kunnen steken.
Middleschool Date: Tiener Amanda is op bezoek bij haar vriendje Nathan en zijn oudere broer Mikey (Christopher Mintz-Plasse). Amanda is voor het eerst ongesteld, wat veel consternatie geeft. Nathan belt 112, maar wordt niet serieus genomen als hij meldt dat Amanda uit haar vagina bloedt.
Truth or Dare: Donald en Emily hebben een eerste afspraakje. Ze maken op initiatief van Emily kennis met elkaar door middel van het spel truth or dare. De handelingen waartoe ze elkaar uitdagen escaleren van onbeschoft gedrag tegen derden tot een gênante tatoeage op Donalds wang en plastische chirurgie aan hun gezicht. Ze vinden het een heel geslaagde avond.
Victory’s Glory: In 1959 spreekt coach Jackson zijn timide zwarte basketballteam moed in voor de wedstrijd tegen een blank team. Ze winnen overweldigend met vele doelpunten, maar het blanke team juicht uitbundig over hun ene doelpunt.
Machine Kids (helemaal na de aftiteling): Ideële reclame die oproept zich te onthouden van fysiek en verbaal geweld tegen kinderen in apparaten, die bijvoorbeeld in frisdrank- en geldautomaten en fotokopieerapparaten zitten en de frisdrank, het geld en de kopieën van binnen uit aangeven. Als het apparaat niet perfect werkt moet men bedenken dat ze hun best doen.

## Rolverdeling
| Acteur              | Personage         | Opmerkingen                                       |
| ------------------- | ----------------- | ------------------------------------------------- |
| Dennis Quaid        | Charlie Wessler   | Scenarioschrijver. Segment "The Pitch".           |
| Greg Kinnear        | Griffin Schraeder | Manager filmstudio. Segment "The Pitch".          |
| Common              | Bob Mone          | Griffins superieur. Segment "The Pitch".          |
| Seth MacFarlane     | zichzelf          | Segment "The Pitch".                              |
| Kate Winslet        | Beth              | Segment "The Catch".                              |
| Hugh Jackman        | Davis             | Beths date. Segment "The Catch".                  |
| Liev Schreiber      | Robert            | Segment "Homeschooled".                           |
| Naomi Watts         | Samantha          | Roberts vrouw. Segment "Homeschooled".            |
| Chris Pratt         | Jason             | Segment "The Proposition".                        |
| Anna Faris          | Vanessa           | Jasons vriendin. Segment "The Proposition".       |
| Kieran Culkin       | Neil              | Segment "Veronica".                               |
| Emma Stone          | Veronica          | Neils ex-vriendin. Segment "Veronica".            |
| Richard Gere        | baas              | Segment "iBabe".                                  |
| Kate Bosworth       | Arlene            | Segment "iBabe".                                  |
| Justin Long         | Robin             | Segment "Super Hero Speed Dating".                |
| Jason Sudeikis      | Batman            | Segment "Super Hero Speed Dating".                |
| Uma Thurman         | Lois Lane         | Segment "Super Hero Speed Dating".                |
| Kristen Bell        | Supergirl         | Segment "Super Hero Speed Dating".                |
| Jimmy Bennett       | Nathan            | Segment "Middleschool Date".                      |
| Chloë Grace Moretz  | Amanda            | Segment "Middleschool Date".                      |
| Johnny Knoxville    | Pete              | Segment "Happy Birthday".                         |
| Seann William Scott | Brian             | Petes kamergenoot. Segment "Happy Birthday".      |
| Gerard Butler       | leprechaun        | Segment "Happy Birthday".                         |
| Stephen Merchant    | Donald            | Segment "Truth or Dare".                          |
| Halle Berry         | Emily             | Donalds date. Segment "Truth or Dare".            |
| Snooki              | zichzelf          | Segment "Truth or Dare".                          |
| Terrence Howard     | Jackson           | Trainer. Segment "Victory's Glory".               |
| Larry Sanders       | Bishop            | Segment "Victory's Glory".                        |
| Elizabeth Banks     | Amy               | Segment "Beezel", tevens door Banks geregisseerd. |
| Josh Duhamel        | Anson             | Amy's vriend. Segment "Beezel".                   |

## Golden Raspberry Awards
De film ontving drie Golden Raspberry Awards 2013 voor slechtste film, slechtste verhaal en slechtste regisseur.